# Carretera Federal 95
La Carretera Federal 95, conocida como la Carretera México-Acapulco, es una carretera federal mexicana que comunica a la Ciudad de México con el puerto de Acapulco, Guerrero. 
Paralela a esta carretera y como vía de peaje, corre la Carretera Federal 95D, más conocida como Autopista del Sol, de Cuernavaca a Acapulco.

## Historia

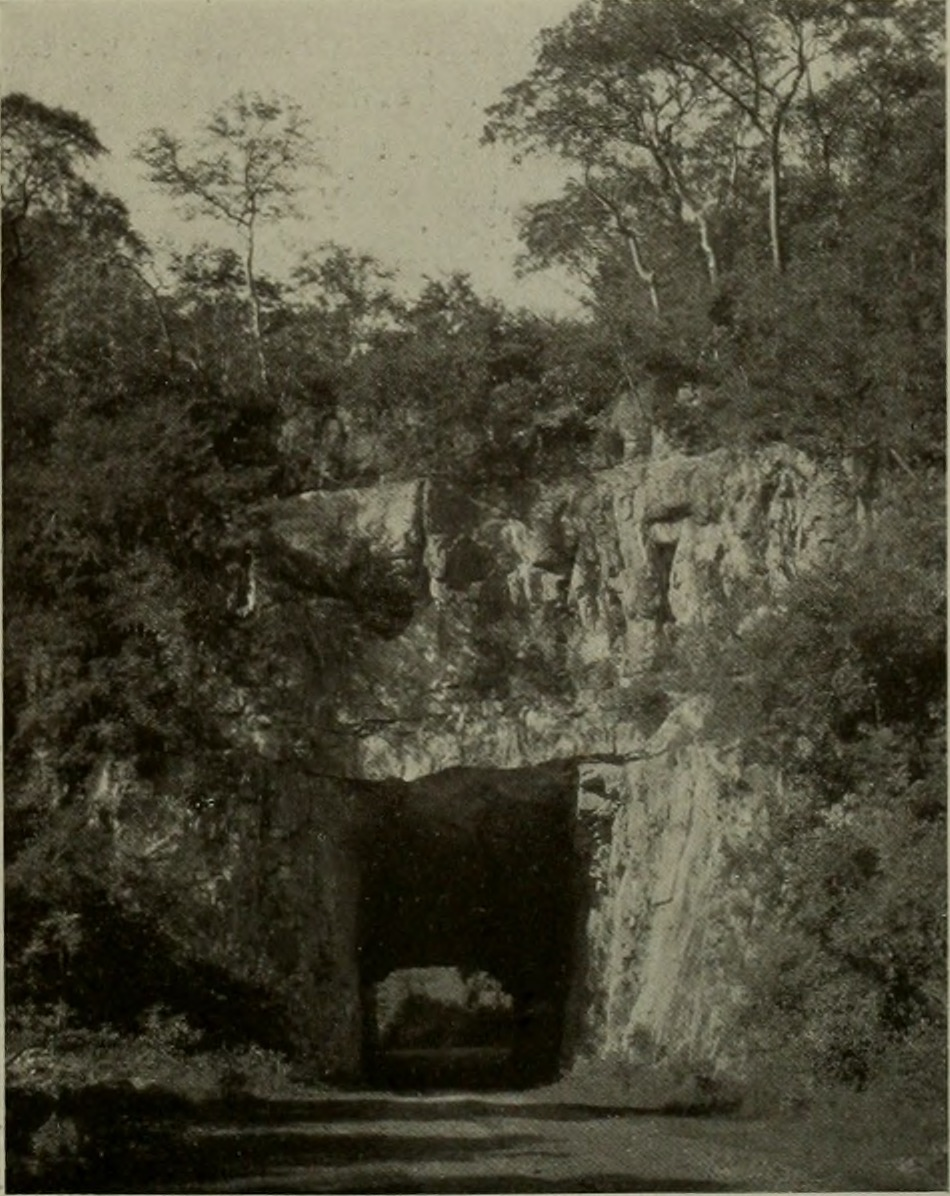
Vista de un túnel en la Cañada del Zopilote, parte de la Carretera Nacional México - Acapulco de reciente construcción, a inicios de la década de los años 1930.

Las referencias más antiguas que se tienen de la existencia de un camino de la Ciudad de México a Acapulco datan de 1531, cuando Hernán Cortés ordenó la construcción de un camino de herradura que comunicara a la capital con Acapulco con el objeto de evitar seguir el cauce del río Balsas hasta Zacatula (entonces población cercana a la desembocadura del río en el océano Pacífico) y de ahí zarpar con destino a Acapulco. En 1592, por disposición del virrey Luis de Velasco y Castilla, se mejoró el camino de la herradura para que se convirtiera en una vía de comunicación formal entre la Ciudad de México a Acapulco, recibió el nombre de Camino de Asia debido al concurrente tránsito de mercancías de Acapulco a la capital.  Para 1750, el tramo de Cuernavaca a Taxco fue mejorado por José de la Borda. Tras el paso de la guerra de Independencia de México, el camino fue abandonado debido al nulo movimiento marítimo que tenía Acapulco. Para 1842, un contratista de nombre Manuel Becerra inició los trabajos de construcción de una carretera que comunicara a Chilpancingo con Acapulco, sin embargo, la obra fue suspendida por falta de recursos. Becerra continuó con la construcción en 1854, pero nuevamente la obra se vio obligada a detenerse por la misma causa. Durante el porfiriato, el gobierno federal construyó y concluyó el tramo carretero de Iguala a Chilpancingo. Es en el mismo período en el que se desempeñaba como gobernador de Guerrero Damián Flores, quien con el apoyo de la Secretaría de Comunicaciones, extendió el tramo carretero de Chilpancingo a la población de Palo Blanco. Tras el estallido de la Revolución mexicana, la carretera fue abandonada nuevamente por mucho tiempo.
A principios de 1920, el líder sindical Juan R. Escudero quien era originario de Acapulco, solicitó al presidente Álvaro Obregón que acelerara los trabajos de construcción de la carretera, ofreciéndole Escudero a un grupo de sus partidarios para que, mediante un sueldo minoritario, laboraran en los trabajos de construcción. Obregón accedió y se procedieron a mejorar los tramos México-Amacuzac, así como el de Iguala-Chilpancingo. Un año después, se mejoró el tramo que corre de Chilpancingo hacia al sur con dirección a Acapulco, así también se comenzó un mejor trazo del camino de Acapulco hacia el norte. Sin embargo, tras el asesinato de Escudero a finales de 1923, el surgimiento de la rebelión delahuertista y el bloqueo de los empresarios del comercio establecidos en Acapulco y en la costa por negarse a la construcción de la carretera por verse afectados sus intereses, la obra quedaría nuevamente detenida por un breve período. Es entre los años de 1924 y 1925, que los trabajos fueron reiniciados por iniciativa de Amadeo S. Vidales, quien fue designado jefe del tramo Guerrero y con el apoyo de un grupo de partidarios, prosiguió el tramo de Acahuizotla (Municipio de Chilpancingo de los Bravo) con dirección al sur, pagando él mismo el sueldo de cada uno de los 328 hombres que laboraron en la obra. 
En 1925, la trabajos quedaron a cargo de la Comisión Nacional de Caminos del Gobierno Federal. Cabe señalar, que durante la ejecución de la obra, el ejército protegió a los trabajadores así como el progreso de la misma, esto debido al constante hostigamiento por parte de empresarios de la costa por suspender los trabajos. Finalmente el 11 de noviembre de 1927, en punto de las cuatro de la tarde, el presidente de la república Plutarco Elías Calles desde el Castillo de Chapultepec en la Ciudad de México, hizo explotar con dinamita a través de un hilo telegráfico, una última piedra que obstaculizaba la carretera en el kilómetro 402 cerca de la población de Xaltianguis (municipio de Acapulco), en presencia del entonces presidente municipal de Acapulco Manuel López López, el gobernador de Guerrero Héctor F. López, así como altos funcionarios y civiles. Doce automóviles en dirección a Acapulco esperaron el acto ceremonial, así como la remoción de escombros, para finalmente poder entrar a Acapulco a las seis de la tarde de ese mismo día en medio de cohetes, música y júbilos de los lugareños. Cabe destacar que estos automóviles fueron los primeros vehículos modernos que pisaron suelo de dicho puerto. Finalmente es hasta 1931 que la carretera México-Acapulco quedó completamente terminada.

## Trayecto

### Ciudad de México
La carretera federal 95 inicia en la Ciudad de México, al término de las avenidas Insurgentes Sur y Viaducto Tlalpan, a la altura del Pueblo Chimalcoyoc desde este punto es posible incorporarse la vía de peaje 95D. Comienza su recorrido con orientación hacia el sur encontrándose con un crucero hacia los Pueblos de San Pedro Mártir (Tlalpan) y San Andrés Totoltepec, así como otra vía que la comunica con la carretera Circuito del Ajusco a la altura del Pueblo de San Miguel Xicalco. Este tramo comprende 6.6 kilómetros antes de salir de zona suburbana. Tras pasar más de 3.4 km en el ascenso de las elevaciones montañosas del volcán Yoyolica, se vuelve a internar en zona suburbana y atraviesa las inmediaciones del Pueblo de San Miguel Topilejo junto con un entronque de una carretera que conduce al centro de Topilejo ubicada a 2.7 km de la carretera 95. Además, existen gran cantidad de caminos que comunican con diversas poblaciones de la zona. Nuevamente la vía carretera sale de zona suburbana con dirección hacia el sur y pasa las inmediaciones de poblaciones de Estrella Mora y Cortijo de Mendoza. Siguiendo su dirección predominante hacia el sur atraviesa los alrededores del Pueblo de Parres El Guarda, así como un entronque de una carretera que conduce a la estación de Microondas Chichinautzin. Finalmente, recorre un tramo de 8.6 km hasta la población de El Capulín, es en este tramo que sale de la Ciudad de México y entra al estado de Morelos.
Cabe mencionar que este tramo, al encontrarse en la zona metropolitana del valle de México, para ciertas poblaciones y comunidades como Topilejo y Parres se cuenta con transporte urbano concesionado, entre rutas locales y algunas foráneas (como el servicio MIBUS, de la empresa Pullman de Morelos, y la reciente adición de la empresa Enlaces Terrestres México Cuernavaca hacia Tres Marías, ya en el Estado de Morelos), así como el proporcionado por el Gobierno de la Ciudad de México, por la RTP, con el fin de que la población acceda a la zona urbana neta, gracias a ello, la población de dichas áreas puede acceder a la Línea 1 del Metrobús, en la estación La Joya, a las estaciones del metro Tasqueña y Universidad así como también a la estación del Tren Ligero Estadio Azteca, así como también a zonas como Huipulco, la zona de Hospitales y San Fernando dentro de la zona urbana y otras más.

#### Distancias
- Salida de la Ciudad de México al crucero a la carretera Circuito del Ajusco — 6.6 km
- Crucero a la carretera Circuito del Ajusco a la población de Los Ángeles (crucero a Topilejo) — 3.4 km
- Los Ángeles (crucero a Topilejo) a Parres — 10.12 km
- Parres a Kilómetro 47 o El Capulín (en Morelos) — 8.6 km

### Morelos
La carretera entra procedente de la Ciudad de México al estado de Morelos con orientación norte-sur y atraviesa las poblaciones de Kilómetro 47 (El Capulín) y Tres Marías del municipio de Huitzilac hasta llegar a la ciudad de Cuernavaca, capital del estado. Al internarse en esta, comienza un tramo donde la vía se convierte en Carretera Estatal Libre No dividida. Al salir de la ciudad, la carretera continúa dirección hacia el sur y atraviesa la ciudad de Temixco y posteriormente Acatlipa (conurbación de Temixco) hasta llegar al entronque con el camino que conduce al Aeropuerto de Cuernavaca, en esta zona existen una serie de entronques e intersecciones de caminos que comunican a las localidades de Puente Morelos, Xochitepec y Tletama (carretera a Xochicalco). También en este punto, la carretera vuelve a tomar la categoría de Carretera Federal Libre No Dividida y atraviesa la población de Palo Bolero del municipio de Xochitepec.
La vía continúa con dirección sur hasta encontrarse un nuevo entronque con la Carretera Federal 166 en la ciudad de Alpuyeca, la carretera 166 continúa con dirección norponiente y comunica a dicha población con otras localidades como Miacatlán, Mazatepec, Tetecala de las Reformas, entre otras. Al cruzar el entronque, la Carretera Federal 95 continúa su orientación sur en un tramo donde existen salidas para las poblaciones de Coatetelco y Ahuehuetzingo y atraviesa las localidades de Loma Larga (Kilómetro 107) y El Abanico, estas tres últimas pertenecientes al municipio de Puente de Ixtla. Posteriormente, la vía cruza las inmediaciones de las localidades de Puente de Ixtla y San Gabriel de las Palmas hasta encontrarse un nuevo entronque con la Carretera Federal 166 e inmediatamente después la ciudad de Amacuzac. En esta zona, la carretera cambia su orientación hacia el poniente pasando por las poblaciones de Huajintlán, Teacalco y la localidad de Casino de la Unión. Este es el último tramo de la vía carretera antes de entrar en territorio del estado de Guerrero.
Tanto Tres Marías como la propia Ciudad de Cuernavaca cuentan con servicio de transporte hacia la Ciudad de México, indistintamente del que es ofrecido de tipo foráneo directo por la Autopista de Cuota, con rutas cubiertas por las empresas Pullman de Morelos, con su servicio de tipo económico MIBUS y por Enlaces Terrestres México Cuernavaca, desde Tres Marías, brindando una alternativa de movilidad interurbana más económica y hasta cierto punto local entre poblaciones. 

#### Distancias
- Entronque a Huitzilac y al parque nacional Lagunas de Zempoala al crucero a la población de Coajomulco  — 5 km
- Crucero a Coajomulco al entronque de la carretera procedente de Huitzilac — 9 km
- Entronque de la carretera procedente de Huitzilac al entronque a Tepoztlán — 6 km
- Entronque a Tepoztlán a la ciudad de Cuernavaca — 5 km
- Cuernavaca al crucero a Temixco — 10 km
- Crucero a Temixco a Acatlipa — 3 km
- Acatlipa al crucero a la población de Puente Morelos — 2 km
- Crucero a Puente Morelos a la población de Palo Bolero — 5 km
- Palo Bolero (carretera a Xochitepec) al entronque carretero a Xoxocotla (salida de Alpuyeca) — 5 km
- Entronque a Xoxocotla al entronque a Mazatepec — 3 km
- Entronque a Mazatepec al crucero de Ahuehuetzingo — 4 km
- Crucero de Ahuehuetzingo al crucero a Puente de Ixtla — 7 km
- Crucero a Puente de Ixtla a Huajintlán — 12 km
- Amacuzac al entronque de la carretera Federal 55 (en Guerrero) — 16 km

### Guerrero

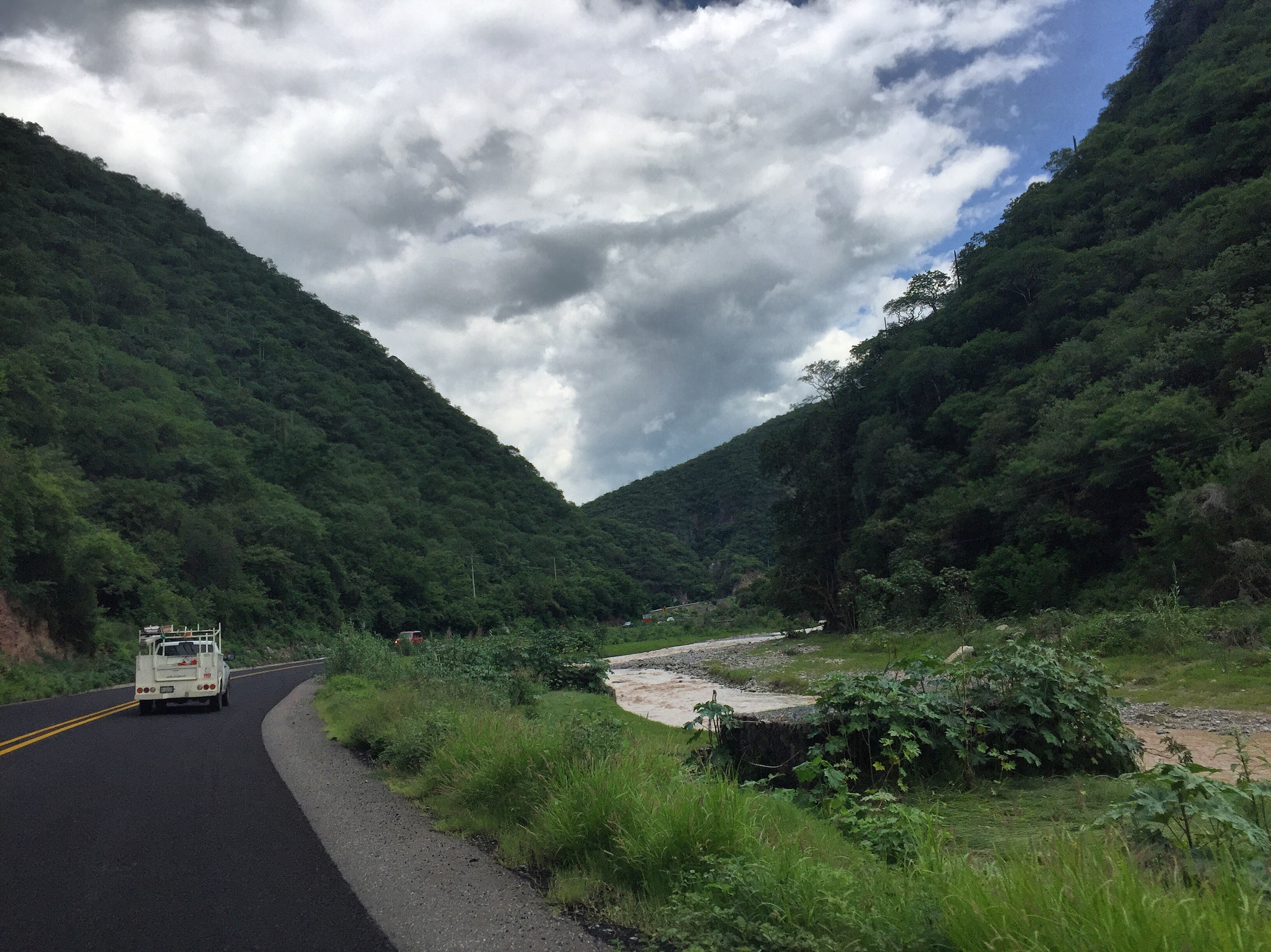
La Carretera Federal 95 (México - Acapulco) a su paso por la Cañada del Zopilote.

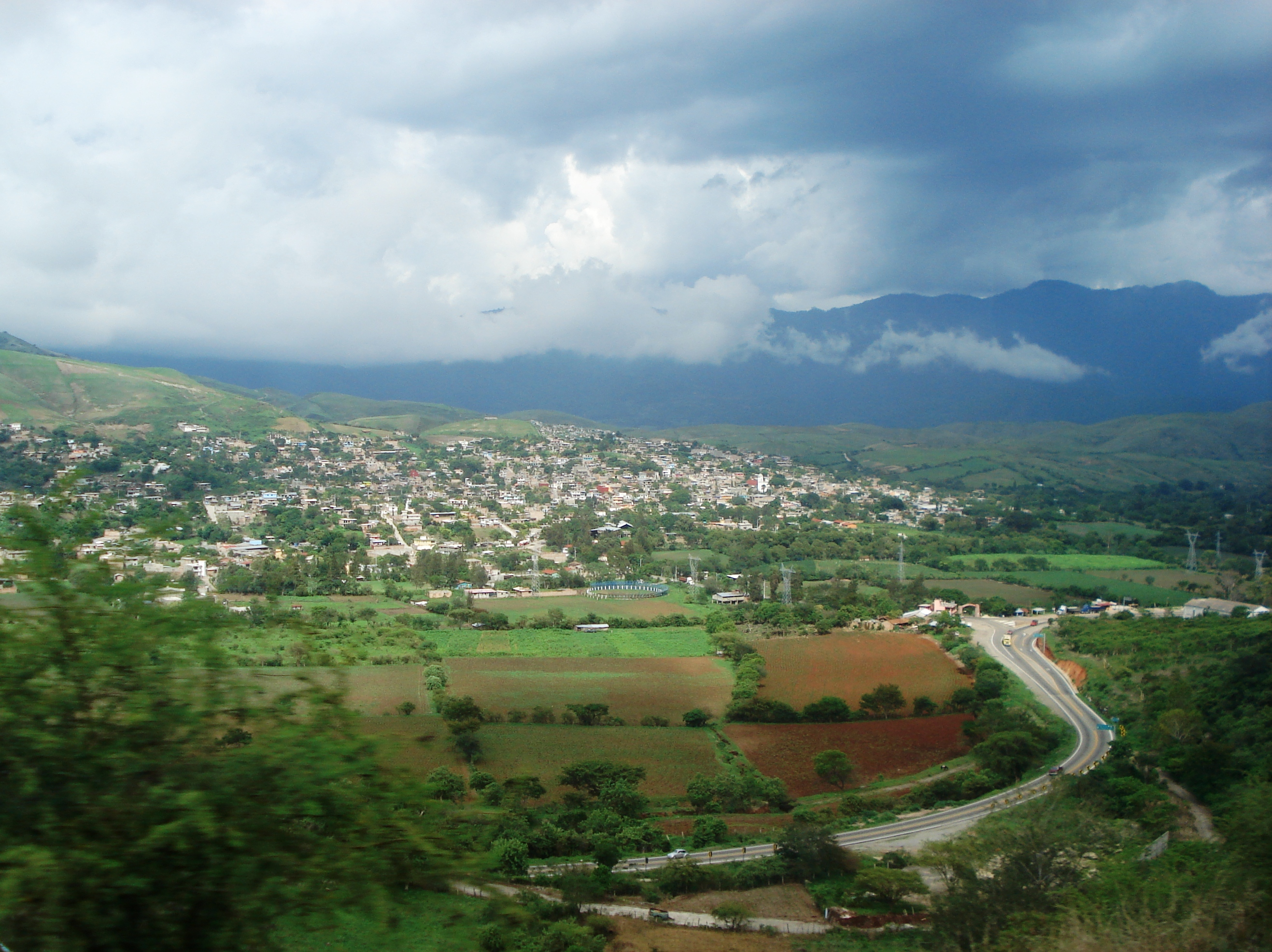
La carretera Federal 95 a su paso por los alrededores de la localidad de Mazatlán, cerca de Chilpancingo.

En el estado de Guerrero, la carretera Federal 95 entra en la región Norte de dicha entidad con orientación poniente y se encuentra con un entronque de la carretera Federal 55, que conduce a la población de Cacahuamilpa y al parque nacional Grutas de Cacahuamilpa; la vía 55 sigue su trayecto y comunica con la ciudad de Ixtapan de la Sal, ya en territorio del estado de México. Por su parte la carretera 95 continúa su trayecto con una salida de un camino revestido que conduce a la población de Tetipac y pasando por las inmediaciones de la localidad de Acuitlapan y Acamixtla hasta llegar a la ciudad de Taxco de Alarcón. De esta ciudad, la vía parte nuevamente en orientación hacia el sur encontrándose con entradas a las poblaciones de Tecalpulco, Taxco El Viejo, Puente Campuzano, San Juan de la Unión, Mexcaltepec, todas estas pertenecientes al municipio de Taxco de Alarcón y El Naranjo del municipio de Iguala de la Independencia.
Posteriormente, la carretera se interna en la ciudad de Iguala de la Independencia y al salir, continúa su trayectoria en orientación sur encontrándose con un entronque con la Carretera Estatal 1 que comunica a la ciudad de Iguala con las ciudades de Tepecoacuilco, Huitzuco hasta llegar a la población de Copalillo. Más hacia el sur, la vía 95 se encuentra con otras entradas de caminos a poblaciones de los municipios de Iguala de la Independencia y Tepecoacuilco de Trujano como Zacacoyuca, Santa Teresa, Sábana Grande, Venta de Palula, Maxela, Coacoyula de Álvarez, Xalitla y Valerio Trujano. A partir de este tramo, la carretera federal 95 se interna en el Cañón del Zopilote, en el municipio de Eduardo Neri, atravesando el puente del río Balsas (conocido en esta zona como Mezcala) y las inmediaciones de la población de Mezcala. Más hacia el sur, la carretera se encuentra con un entronque de un camino que comunica a las poblaciones de Xochipala y Papalotepec, y a la zona arqueológica de La Organera-Xochipala. Posteriormente, cruza la localidad de El Platanal, en donde existe una carretera estatal libre no dividida que comunica a la población de Huitziltepec. Siguiendo el trayecto, la vía federal cruza la ciudad de Zumpango del Río y trece kilómetros después entra a la ciudad capital del estado Chilpancingo de los Bravo. Durante la entrada y cruce de la ciudad, la carretera federal libre se incorpora en la Autopista del Sol, convirtiéndose este tramo en Carretera Libre No Dividida. Al salir de la zona urbana de la ciudad, la vía de peaje y la federal se separan nuevamente; esta última pasa por las poblaciones de Petaquillas, Mazatlán, Palo Blanco, Agua de Obispo, Rincón de la Vía, Ocotito y Julián Blanco, todas pertenecientes al Municipio de Chilpancingo de los Bravo. Una vez cruzado este tramo, la carretera entra en el municipio de Juan R. Escudero y atraviesa la ciudad cabecera Tierra Colorada, (en esta zona es posible incorporarse a la Carretera Federal 198 con dirección a la Costa Chica) para luego salir en dirección poniente-surponiente y cruzar el río Papagayo. 
La vía entra en el municipio de Acapulco de Juárez y pasa por las inmediaciones de la localidad de El Playón, atraviesa la población de Xaltianguis, el puente del río Potrerillos y las localidades de El Cuarenta y Cinco y El Cuarenta y Dos. En esta última existe un crucero que conduce a las poblaciones de Piedra Imán y La Providencia. Más adelante, pasa por los alrededores de las localidades de El Cuerenta y El Treinta y Cuatro hasta atravesar la población de El Treinta, es en este lugar donde existe un camino que comunica con las localidades de Dos Arroyos, Colonia Guerrero, Altos del Camarón y Venta Vieja. Finalmente, la carretera 95 pasa las inmediaciones de la población de Lomas de San Juan y se encuentra con un entronque de la Carretera Federal 200 procedente de la región de Costa Chica; en este tramo la carretera 200 y 95 se unen como una alternativa a manera de libramiento para los usuarios de la primera y así evitar cruzar la ciudad de Acapulco. En este último tramo de las dos, la vía atraviesa los alrededores de las localidades de El Veinteuno, El Quemado y Paso Limonero hasta llegar finalmente a la ciudad de Acapulco.